# Leniq
Leniq – wieś położona w północnej części Albanii w gminie Bytyç. Wieś znajduje się 107 kilometrów od stolicy państwa, Tirany.

## Demografia
Według spisu ludności z 1989 roku we wsi Leniq mieszkało 145 mieszkańców.